# Football Club des Girondins de Bordeaux 2016-2017 (femminile)
Questa voce raccoglie le informazioni riguardanti la squadra femminile del Football Club des Girondins de Bordeaux nelle competizioni ufficiali della stagione 2016-2017.

## Divise e sponsor
La grafica delle divise è la stessa adottata dal Bordeaux maschile. La tenuta "casalinga", denominata "Eighties", ripropone in chiave moderna quella utilizzata durante gli anni ottanta del XX secolo in un periodo in cui la squadra era al vertice dei campionati conquistando tre titoli, due coppe di Francia e una supercoppa. Lo sponsor tecnico, fornitore delle tenute da gioco, era nuovamente Puma.
| Casa | Trasferta | Terza divisa |

## Organigramma societario
Area tecnica
- Allenatore: Jérôme Dauba
- Vice allenatore: Anthony Vigneron
- Preparatore dei portieri: Cécilie Quatredeniers
- Medico sociale: François-Xavier Brochet
- Fisioterapisti: David Das Neves, Jacques Thébault

## Rosa
Rosa, ruoli e numeri di maglia e numerazione come da sito ufficiale e Footofeminin.fr.
| N. |                    | Ruolo | Calciatrice                |
| -- | ------------------ | ----- | -------------------------- |
| 1  | Francia (bandiera) | P     | Elisa Launay               |
| 2  | Francia (bandiera) | D     | Félicité Tiziri Hamidouche |
| 3  | Francia (bandiera) | D     | Margaux Aimé               |
| 4  | Francia (bandiera) | D     | Emmanuelle Lacroix         |
| 5  | Francia (bandiera) | D     | Emmanuelle Saboulard       |
| 6  | Francia (bandiera) | C     | Chloé Billaud              |
| 7  | Francia (bandiera) | C     | Andréa Lardez              |
| 8  | Francia (bandiera) | C     | Sophie Istillart           |
| 9  | Francia (bandiera) | C     | Sarah Cambot               |
| 10 | Francia (bandiera) | A     | Eva Sumo                   |
| 11 | Francia (bandiera) | A     | Juliette Loumagne          |
| 12 | Francia (bandiera) | C     | Lucile Ossul               |
| 13 | Francia (bandiera) | D     | Mélody Sierra              |
| 14 | Francia (bandiera) | A     | Cindy Ferreira             |

| N. |                    | Ruolo | Calciatrice      |
| -- | ------------------ | ----- | ---------------- |
| 15 | Francia (bandiera) | C     | Margaux Montegut |
| 16 | Francia (bandiera) | P     | Alizée Nadal     |
| 17 | Francia (bandiera) | A     | Naweal Ouinekh   |
| 18 | Francia (bandiera) | A     | Oriane Linge     |
| 19 | Francia (bandiera) | C     | Léa Mannon       |
| 20 | Francia (bandiera) | C     | Anaïs Feillard   |
| 21 | Francia (bandiera) | C     | Miliça Stetic    |
| 21 | Francia (bandiera) | A     | Maëva Salomon    |
| 23 | Francia (bandiera) | C     | Mélanie Arjona   |
| 24 | Francia (bandiera) | D     | Elsa Buger       |
|    | Francia (bandiera) | P     | Vanessa Pimentel |
|    | Irlanda (bandiera) | D     | Chloé Mustaki    |
|    | Francia (bandiera) | D     | Camille Eliceche |

## Calciomercato

### Sessione estiva
| Acquisti | Acquisti            | Acquisti       | Acquisti   |
| R.       | Nome                | da             | Modalità   |
| -------- | ------------------- | -------------- | ---------- |
| P        | Elisa Launay        | Montpellier    | definitivo |
| D        | Félicité Hamidouche | Le Mans        | definitivo |
| C        | Cindy Ferreira      | VGA Saint-Maur | definitivo |
| C        | Maëva Salomon       | VGA Saint-Maur | definitivo |

| Cessioni | Cessioni | Cessioni | Cessioni |
| R.       | Nome     | a        | Modalità |
| -------- | -------- | -------- | -------- |
|          |          |          |          |

### Sessione invernale
| Acquisti | Acquisti          | Acquisti              | Acquisti   |
| R.       | Nome              | da                    | Modalità   |
| -------- | ----------------- | --------------------- | ---------- |
| D        | Delphine Chatelin | St. Clarita Blue Heat | definitivo |
| C        | Ghoutia Karchouni | Boston Breakers       | definitivo |
| A        | Emelyne Laurent   | Montpellier           | definitivo |

| Cessioni | Cessioni | Cessioni | Cessioni |
| R.       | Nome     | a        | Modalità |
| -------- | -------- | -------- | -------- |
|          |          |          |          |

## Risultati

### Division 1

#### Girone di andata
| Arbitro: | Coppola |

|            |           |            |
| Cambot 13’ | Marcatori | 33’ Cousin |

| Arbitro: | Buffart |

|  |           |                                                        |
|  | Marcatori | 3’, 12’, 18’ Chaumette 28’, 63’ Peruzzetto 72’ Garbino |

| Arbitro: | Bartnik |

|  |           |            |
|  | Marcatori | 26’ Cambot |

| Arbitro: | Maubacq |

|                                                                                       |           |  |
| Majri 14’ Lavogez 21’, 65’ Hegerberg 28’ Mustaki 47’ (aut.) Petit 54’, 60’ Bremer 63’ | Marcatori |  |

| Arbitro: | Bonnin |

|                           |           |                                 |
| Fleury 20’ Oparanozie 76’ | Marcatori | 53’ Ouinekh-Youssouf 57’ Cambot |

| Arbitro: | Guillemin |

|                         |           |                         |
| Loumagne 21’ Cambot 58’ | Marcatori | 39’, 67’, 74’ Bourgouin |

| Arbitro: | Coppola |

|  |           |              |
|  | Marcatori | 87’ Montegut |

| Arbitro: | Loidon |

|  |           |                                                                         |
|  | Marcatori | 3’ (rig.) Delannoy 30’ Boquete 42’ Sarr 44’ Érika 58’ Delie 66’ Palacin |

| Arbitro: | Guillemin |

|             |           |  |
| Tonazzi 72’ | Marcatori |  |

| Arbitro: | Coppola |

|  |           |                 |
|  | Marcatori | 31’, 42’ Noiran |

| Bondoufle 14 dicembre 2016, ore 14:30 CET 11ª giornata | FCF Juvisy | 0 – 0 referto | Bordeaux | Stadio Robert Bobin (298 spett.)\| Arbitro: \| Bonnin \| |
| Arbitro:                                               | Bonnin     |               |          |                                                          |

#### Girone di ritorno
| Arbitro: | Loidon |

|                           |           |  |
| Babinga 43’ Belkacemi 88’ | Marcatori |  |

| Arbitro: | Dallongeville |

|  |           |                     |
|  | Marcatori | 62’ Pervier-Arragon |

| Arbitro: | Loidon |

|            |           |                        |
| Cambot 45’ | Marcatori | 52’ Toletti 64’ Cayman |

| Rodez 25 febbraio 2017, ore 19:00 CET 15ª giornata | Rodez  | 0 – 0 referto | Bordeaux | Stadio Paul Lignon (328 spett.)\| Arbitro: \| Bonnin \| |
| Arbitro:                                           | Bonnin |               |          |                                                         |

| Saint-Étienne 19 marzo 2017, ore 15:00 CET 16ª giornata | Saint-Étienne | 0 – 0 referto | Bordeaux | Stadio dell'Etivallière R1 (265 spett.)\| Arbitro: \| Loidon \| |
| Arbitro:                                                | Loidon        |               |          |                                                                 |

| Arbitro: | Buffart |

|             |           |                           |
| Laurent 79’ | Marcatori | 66’ Williams 90+1’ Wenger |

| Arbitro: | Coppola |

|             |           |                                 |
| Laurent 38’ | Marcatori | 53’ (rig.) Rouzies 75’ Saulnier |

| Arbitro: | Buffart |

|  |           |             |
|  | Marcatori | 79’ Lavogez |

| Arbitro: | Dallongeville |

|  |           |             |
|  | Marcatori | 88’ Laurent |

| Arbitro: | Loidon |

|             |           |           |
| Laurent 75’ | Marcatori | 32’ Matéo |

| Arbitro: | Bonnin |

|                        |           |                           |
| Delie 75’ Périsset 85’ | Marcatori | 48’ Karchouni 54’ Laurent |

### Coppa di Francia
| 7 gennaio 2017, ore -:- CET Secondo turno federale                                                      | Poitiers  | 0 – 7 referto                                                         | Bordeaux |  |
| \| \| \| \| \| \| Marcatori \| 11’, 62’ Cambot 30’, 46’ Lardez 37’ Ferreira 74’ Salomon 83’ Loumagne \| |           |                                                                       |          |  |
| |           |                                                                       |          |  |
| | Marcatori | 11’, 62’ Cambot 30’, 46’ Lardez 37’ Ferreira 74’ Salomon 83’ Loumagne |          |  |

| Arbitro: | Cadinot |

|                             |           |  |
| Pasquereau 70’ Peslerbe 84’ | Marcatori |  |

## Statistiche

### Statistiche di squadra
| Competizione     | Punti | In casa | In casa | In casa | In casa | In casa | In casa | In trasferta | In trasferta | In trasferta | In trasferta | In trasferta | In trasferta | Totale | Totale | Totale | Totale | Totale | Totale | DR  |
| Competizione     | Punti | G       | V       | N       | P       | Gf      | Gs      | G            | V            | N            | P            | Gf           | Gs           | G      | V      | N      | P      | Gf     | Gs     | DR  |
| ---------------- | ----- | ------- | ------- | ------- | ------- | ------- | ------- | ------------ | ------------ | ------------ | ------------ | ------------ | ------------ | ------ | ------ | ------ | ------ | ------ | ------ | --- |
| Division 1       | 16    | 11      | 0       | 2       | 9       | 7       | 28      | 11           | 3            | 5            | 3            | 7            | 15           | 22     | 3      | 7      | 12     | 14     | 43     | -29 |
| Coppa di Francia | -     | -       | -       | -       | -       | -       | -       | 2            | 1            | 0            | 1            | 7            | 2            | 2      | 1      | 0      | 1      | 7      | 2      | +5  |
| Totale           | -     | 11      | 0       | 2       | 9       | 7       | 28      | 13           | 4            | 5            | 4            | 14           | 17           | 24     | 4      | 7      | 13     | 21     | 45     | -24 |

### Andamento in campionato
| Giornata  | 1 | 2  | 3 | 4 | 5  | 6  | 7 | 8 | 9 | 10 | 11 | 12 | 13 | 14 | 15 | 16 | 17 | 18 | 19 | 20 | 21 | 22 |
| --------- | - | -- | - | - | -- | -- | - | - | - | -- | -- | -- | -- | -- | -- | -- | -- | -- | -- | -- | -- | -- |
| Luogo     | C | C  | T | T | T  | C  | T | C | T | C  | T  | T  | C  | C  | T  | T  | C  | C  | C  | T  | C  | T  |
| Risultato | N | P  | V | P | N  | P  | V | P | P | P  | N  | P  | P  | P  | N  | N  | P  | P  | P  | V  | N  | N  |
| Posizione | 5 | 10 | 7 | 9 | 10 | 10 | 8 | 8 | 9 | 10 | 10 | 10 | 11 | 11 | 11 | 11 | 11 | 12 | 12 | 11 | 11 | 10 |

Legenda:

Luogo: C = Casa; T = Trasferta. Risultato: V = Vittoria; N = Pareggio; P = Sconfitta.

### Statistiche delle giocatrici
| Giocatore           | Division 1 | Division 1 | Division 1  | Division 1 | Coppa di Francia | Coppa di Francia | Coppa di Francia | Coppa di Francia | Totale   | Totale | Totale      | Totale     |
| Giocatore           | Presenze   | Reti       | Ammonizioni | Espulsioni | Presenze         | Reti             | Ammonizioni      | Espulsioni       | Presenze | Reti   | Ammonizioni | Espulsioni |
| ------------------- | ---------- | ---------- | ----------- | ---------- | ---------------- | ---------------- | ---------------- | ---------------- | -------- | ------ | ----------- | ---------- |
| M. Aimé             | 2          | 0          | 0           | 0          | 1                | 0                | 0                | 0                | 3        | 0      | 0           | 0          |
| C. Billaud          | 19         | 0          | 4           | 0          | 1                | 0                | 0                | 0                | 20       | 0      | 4           | 0          |
| S. Cambot           | 22         | 5          | 0           | 0          | 1                | 0                | 0                | 0                | 23       | 5      | 0           | 0          |
| D. Chatelin         | 10         | 0          | 0           | 0          | 1                | 0                | 0                | 0                | 11       | 0      | 0           | 0          |
| C. Elicèche         | 18         | 0          | 0           | 0          | 1                | 0                | 0                | 0                | 19       | 0      | 0           | 0          |
| A. Feillard         | 0          | 0          | 0           | 0          | -                | -                | -                | -                | 0        | 0      | 0           | 0          |
| C. Ferreira         | 10         | 0          | 0           | 0          | 1                | 0                | 0                | 0                | 11       | 0      | 0           | 0          |
| F.T. Hamidouche     | 15         | 0          | 1           | 0          | 1                | 0                | 0                | 0                | 16       | 0      | 1           | 0          |
| S. Istillart        | 22         | 0          | 4           | 0          | 1                | 0                | 0                | 0                | 23       | 0      | 4           | 0          |
| G. Karchouni        | 10         | 1          | 0           | 0          | 1                | 0                | 0                | 0                | 11       | 1      | 0           | 0          |
| E. Lacroix          | 12         | 0          | 1           | 0          | 1                | 0                | 0                | 0                | 13       | 0      | 1           | 0          |
| A. Lardez           | 20         | 0          | 3           | 0          | 1                | 0                | 0                | 0                | 21       | 0      | 3           | 0          |
| É. Launay           | 20         | 0          | 0           | 0          | 0                | 0                | 0                | 0                | 20       | 0      | 0           | 0          |
| E. Laurent          | 9          | 5          | 0           | 0          | -                | -                | -                | -                | 9        | 5      | 0           | 0          |
| J. Loumagne         | 18         | 1          | 1           | 0          | 1                | 0                | 1                | 0                | 19       | 1      | 2           | 0          |
| L. Mannon           | 8          | 0          | 0           | 0          | -                | -                | -                | -                | 8        | 0      | 0           | 0          |
| M. Montegut         | 17         | 1          | 4           | 0          | 1                | 0                | 1                | 0                | 18       | 1      | 5           | 0          |
| C. Mustaki          | 15         | 0          | 0           | 0          | 0                | 0                | 0                | 0                | 15       | 0      | 0           | 0          |
| A. Nadal            | 3          | 0          | 0           | 0          | 1                | 0                | 0                | 0                | 4        | 0      | 0           | 0          |
| N. Ouinekh-Youssouf | 20         | 1          | 0           | 0          | -                | -                | -                | -                | 20       | 1      | 0           | 0          |
| V. Pimentel         | 0          | 0          | 0           | 0          | -                | -                | -                | -                | 0        | 0      | 0           | 0          |
| E. Saboulard        | 5          | 0          | 0           | 0          | -                | -                | -                | -                | 5        | 0      | 0           | 0          |
| L. Saintout Cluzet  | 0          | 0          | 0           | 0          | -                | -                | -                | -                | 0        | 0      | 0           | 0          |
| M. Salomon          | 13         | 0          | 2           | 0          | -                | -                | -                | -                | 13       | 0      | 2           | 0          |
| M. Sierra           | 0          | 0          | 0           | 0          | -                | -                | -                | -                | 0        | 0      | 0           | 0          |
| É. Sumo             | 19         | 0          | 3           | 0          | -                | -                | -                | -                | 19       | 0      | 3           | 0          |